# Jelena Sokolova (umetnička klizačica)
Jelena Sokolova (rus. Елена Сергеевна Соколова; rođena 15. februara 1980. u Moskvi, Rusija) je ruska klizačica. Ona je tri puta bila ruski nacionalni šampion (2003.2004. i 2006) i tri puta dobitnik evropske medalje (2003. 2004. 2006), a 2003. osvojila je srebrnu medalju na Svetskom prvenstvu. Na Olimpijskim igrama 2006. u Torinu, spotakla se i loše pala što je prouzrokovalo njen pad na 14. mesto. Srećom, pribrala se i poboljšala iste sezone, pa je 2006. godine na Svetskom šampionatu završila na četvrtom mestu, sa svojim ličnim najboljim rezultatom od 202.27 poena.
Njen trener je Viktor Kudriavtsev, a koreograf Ala Kapranova.

## Spoljašnje veze
- Michael Collins Enterprises
- Elena Sokolova Stranica obožavalaca (na ruskom)
- ISU Biografija